# 히알루론산
히알루론산(hyaluronic acid, HA or hyaluronan)은 동물 등의 피부에 많이 존재하는 생체 합성 천연 물질이다. 하이드록실기(-OH)가 많기 때문에 친수성 물질이며, 폴리음이온성을 띄는 글리코사미노글리칸의 일종이다. 동물의 결합 조직, 상피 조직, 신경 조직에 주로 분포하는데, 특히 지렁이의 피부에 많은 것으로 알려져 있다. 황화기가 없기 때문에 골지체가 아니라 세포막에서 합성된다. 매우 큰 분자가 만들어지기도 하는데, 사람의 활액에 존재하는 히알루론산의 경우 평균 2만개의 이당류로 구성되어 분자당 7 메가돌턴의 분자량을 갖는다. 일반적으로는 3-4 메가돌턴의 분자량을 갖는다. 체중 70 kg의 사람은 평균 15 g의 히알루론산을 가지고 있으며, 그중 1/3이 매일 합성되고 분해된다.
의학적으로는 관절염, 안구건조증, 상처 치료 등에 사용되며 성형외과에서 필러로도 사용된다. 보습 작용이 있으므로 화장품 등에 많이 들어있다.
세포외기질을 구성하는 주요 물질 중 하나로 세포 증식, 세포 이동 등에도 주요한 역할을 한다. 이런 까닭에 악성 종양이 발생한 경우에도 관찰된다. 이외에도 A군 연쇄상구균의 세균협막의 구성성분으로, 감염시 독력인자로도 기능할 것으로 추정된다.